# 1939년 튀르키예 총선

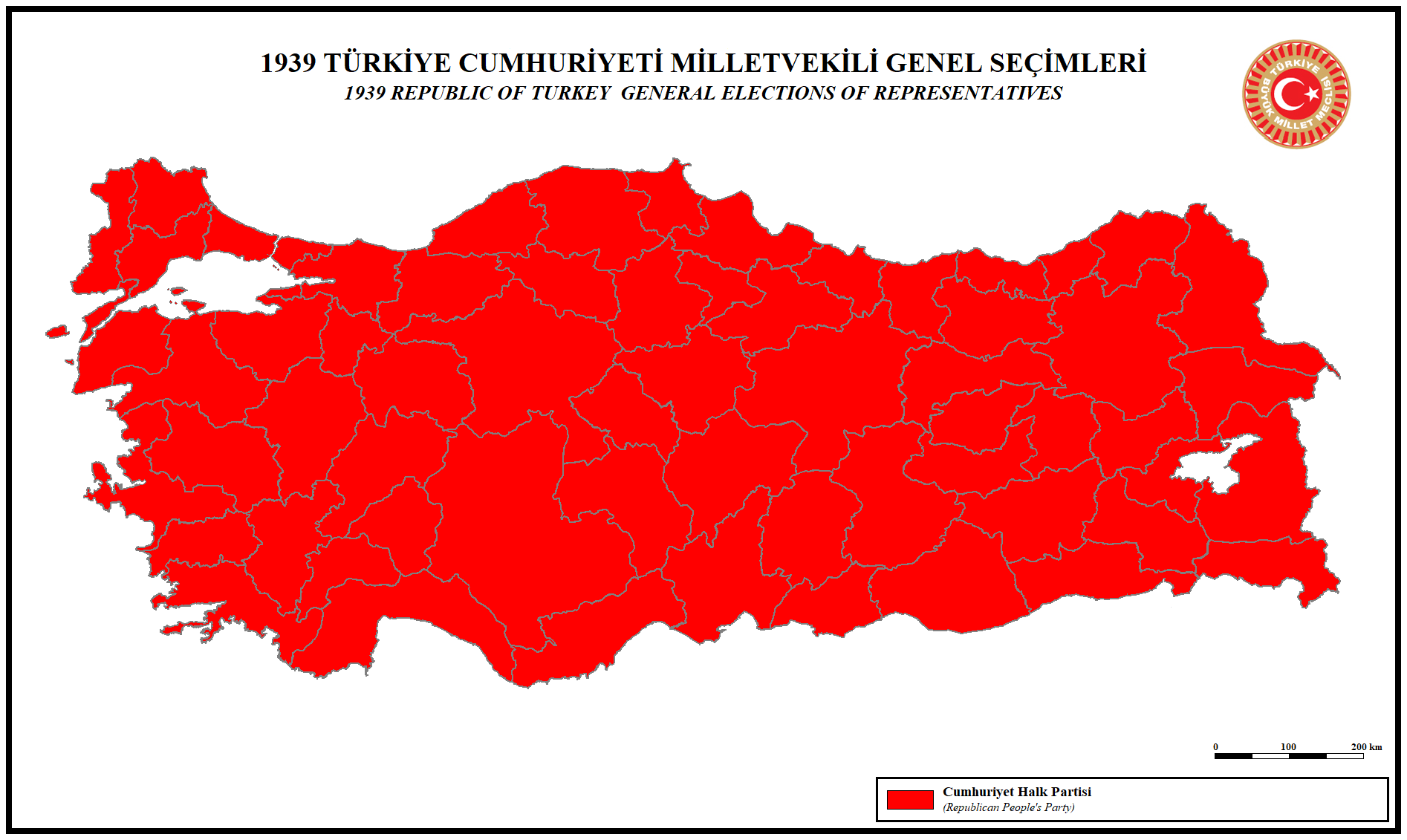

1939년 튀르키예 총선은 1939년 3월 26일 튀르키예 전역에서 시행됐다. 당시에는 공화인민당이 튀르키예 국내 유일당으로 있었다. 투표율은 77.8%였다.

## 선거 제도
1927년 터키 총선은 1908년 제정된 오스만 제국 선거법에 따라 치러졌다. 오스만 제국 선거법에서는 선거를 두 단계 절차로 시행토록 했고, 1927년 총선도 그에 따라 이루어지게 되었다. 1단계에서는 유권자들이 2차 선거인 (한번은 한 선거구에서 처음 750인을, 그 다음부터는 매 500인씩)을 뽑았다. 2단계에서는 2차 선거인들이 하원의원을 뽑았다.